# Кайзер, Гленн
Гленн Кайзер (англ. Glenn Kaiser, 21 января 1953, Милуоки, Висконсин, США) — американский блюзмен и пастор, исполнитель «христианского блюза». Был лидером группы Resurrection Band, ныне возглавляет The Glenn Kaiser Band.

## Личная жизнь
Старший брат и сестра ушли из дома, когда Кайзер был ещё ребёнком, его родители развелись, когда ему было девять лет. Кайзер появился на музыкальной сцене Милуоки в двенадцатилетнем возрасте. К 19 годам он успел поиграть в 12 музыкальных группах, в двух из которых был лидером.
Кайзер вырос номинальным лютеранином, употреблял наркотики до тех пор, пока по-настоящему не обратился ко Христу — это произошло в те дни, когда он отмечал своё восемнадцатилетие. Кайзер сказал: «Я не знал счастья и не имел никакой цели в жизни, пока не попросил Иисуса Христа войти в мое сердце и распоряжаться моей жизнью».
После этого Кайзер на некоторое время перестал заниматься музыкой, чтобы сосредоточиться на своем духовном развитии.
Кайзер вошёл в организацию Jesus People Milwaukee (позднее переименованную в Jesus People USA, JPUSA), где познакомился со своей будущей женой Венди. Брат Венди Джон Херрин вместе с Гленном стали помощниками в служении пастора, когда им ещё не исполнилось 25 лет. JPUSA были организаторами фестиваля христианской музыки Cornerstone Festival, постоянными участниками которого были Гленн Кайзер и его группа Resurrection Band.
Гленн Кайзер в июне 1972 года женился на Венди Херрин (родилась 8 апреля 1953), вокалистке Resurrection Band, у них есть сын Аарон и три дочери — Ребекка (муж Тимоти), Хейди и Эйми (муж Брайэн).
В 1994 году вышла книга Кайзера «Ответственность христианского музыканта» (The Responsibility of the Christian Musician), в 1996 — книга More Like a Master: A Christian Musician’s Reader.

## Resurrection Band

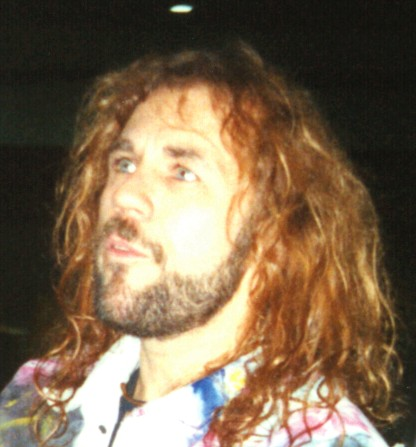

Наиболее успешной и заметной была группа Гленна Кайзера Resurrection Band (англ. resurrection — воскресение, возрождение). В группе играли его жена Венди, её брат Джон Херрин, Джим Дентон, которого в 1987 заменил Рой Монтрой, и Стю Хейсс. Группа начала выступать в середине декабря 1971 года как часть команды JPUSA, путешествующей по США. Первоначально группа называлась Charity (один из синонимов слова «любовь» в английском переводе Библии). Сначала это была мобильная, выезжавшая в другие города часть команды Jesus People Milwaukee (подразделения The USA Traveling Team), пока работа этой организации не прекратилась к лету 1972 года. Примерно в марте 1972 появилось название Resurrection Band, и музыканты, как часть The USA Traveling Team, покинули Милуоки в последний раз в июне 1972. Они гастролировали несколько месяцев, пока не остановились на некоторое время во Флориде, а в начале 1973 обосновались в Чикаго, опять присоединившись к JPUSA. Кайзер был не просто лидером музыкальной группы, он нес служение одного из пасторов церкви. Resurrection Band способствовали сближению современной христианской музыки с блюзом и рок-музыкой, которые многие христиане считали «музыкой дьявола». Группа прекратила своё существование в 2000 году.
Тем не менее, после этого музыканты несколько раз объединялись для совместных выступлений. В 2008 году группа Resurrection Band выступила во время празднования 25-летнего юбилея фестиваля Cornerstone Festival, а также выступала в Чикаго в Chelsea House, кофейне, открытой организацией JPUSA.

## Дискография

### Resurrection Band

#### Кассеты
- Music to Raise the Dead (1974)
- All Your Life (1974)

#### Студийные альбомы
- Awaiting Your Reply (1978)
- Rainbow’s End (1979)
- Colours (1980)
- Mommy Don’t Love Daddy Anymore (1981)
- D.M.Z. (1982)
- Hostage (1984)
- Between Heaven 'N Hell (1985)
- Silence Screams (1988)
- Innocent Blood (1989)
- Civil Rites (1991)
- Reach of Love (1993)
- Lament (1995)
- Ampendectomy (1997)

#### Концертные альбомы
- Live Bootleg (1984)
- XX Years Live (1992)

#### Сборники
- The Best of REZ: Music to Raise the Dead (1984)
- REZ: Compact Favorites (1988)
- The Light Years (1995)
- Music to Raise the Dead 1972—1998 (2008)

### Glenn Kaiser Band
- Winter Sun (2000)
- Carolina Moon (2001)
- Blacktop (2003)
- GKB Live (2005)
- Octane (2008)

### Сольные и остальные альбомы
- Trimmed and Burnin' (1990, as Kaiser/Mansfield)
- Slow Burn (1993, as Kaiser/Mansfield)
- All My Days (1993)
- Spontaneous Combustion (1994)
- Into the Night (1995, as Kaiser/Mansfield/Howard)
- Throw Down Your Crowns (1997)
- You Made The Difference in Me (1998)
- Time Will Tell (1999)
- Blues Heaven (1999)
- Ripley County Blues (2002)
- No Greater Love (2002, as «Glenn Kaiser and Friends»)
- Trimmed and Burnin' & Slow Burn (2002, as Kaiser/Mansfield)
- Bound For Glory (2006)
- Blues Heaven II (2006)
- Cardboard Box (2011)
- Long Way From My Home (2016)